# Die gleißende Welt
Die gleißende Welt (im Original The Blazing World) ist ein Roman der US-amerikanischen Schriftstellerin Siri Hustvedt, der 2014 in New York veröffentlicht wurde. Auf Deutsch erschien er 2015 im Rowohlt Verlag.

## Zusammenfassung
Die gleißende Welt beginnt mit einer Einführung in die von „I. V. Hess“ verfasste Anthologie. In ihr wird aus verschiedenen Perspektiven der Versuch der Künstlerin „Harriet Burden“ nacherzählt, mit dem sie „… nicht nur die frauenfeindliche Tendenz der Kunstwelt entlarven, sondern das komplexe Funktionieren der menschlichen Wahrnehmung sichtbar machen …“ wollte.
Anschließend kommen unzählige Wegbegleiter der Künstlerin Harry zu Wort, unter anderem ihre Kinder, ein Kunstkritiker und „Phineas Q. Eldridge“. Er ist einer der drei männlichen Strohmänner, mit deren Hilfe Harry ihre eigenen Kunstwerke ausgestellt hat, um im Finale die frauenfeindliche Kunstszene bloßzustellen.

## Rezeption
In der Zeit hat Susanne Meyer den Roman als zwiespältig rezensiert: „Einige Figuren des Romans sind durchaus lebensprall, schillernd und lustig. Der sperrige, sich klug der Mutter entziehende Sohn, die herzliche Transe, mit der Harriet ausstellt – perfekt. Aber einige Figuren und viele kluge Verweise und Myriaden von zersplitterten philosophisch-psychologischen Diskussionen machen noch keine gute Erzählung.“
Bei Popshot.over-blog.de werden verschiedene Lesarten des Romans identifiziert: „Wer mag, kann das Ganze als bewegende Geschichte zwischen widerstreitenden Charakteren betrachten und mitfiebern, wie sich das Experiment entwickelt. Wer möchte, kann aber auch einen der unzähligen Fäden aufnehmen und viel tiefer in die Hintergründe zu Kunst und Kultur, Psychologie und Philosophie, Identität und zwischenmenschlichen Beziehungen einsteigen.“
Der Roman erreichte laut Buchreport in der Kategorie „Belletristik/Hardcover“ in der Ausgabe 21/2015 als höchste Platzierung die Position 7 auf dem deutschen Buchmarkt.

## Rezensionen
- Rezensionsnotizen zu Die gleißende Welt bei Perlentaucher
- Laura Storfner: Frau Pollock, in: Der Tagesspiegel, 25. Juli 2015, S. 26

## Ausgaben
- The Blazing World : a novel. Simon & Schuster, New York 2014
  - Die gleissende Welt. Roman. Aus dem Engl. von Uli Aumüller. Rowohlt, Reinbek bei Hamburg 2015, ISBN 3-498-03024-8
  - Die gleißende Welt. Tonträger. Aus dem Amerikan. von Uli Aumüller. Regie: Ralph Schäfer. Red. Bearb.: Kathrin Ackermann. Corinna Harfouch u. a. lesen. 8 CDs. Kulturradio rbb. Argon-Verlag, Berlin 2015